# Harmas Jean-Henri Fabre
L’Harmas Jean-Henri Fabre est un musée avec un jardin botanique consacré à l’entomologiste Jean-Henri Fabre et à ses travaux. Ce domaine, situé à Sérignan-du-Comtat, sur la route d’Orange, en Vaucluse, fait partie du Muséum national d'histoire naturelle.

## Histoire

### Jean-Henri Fabre
En mars 1879, grâce à l’argent que lui rapporte la vente de ses livres, Jean-Henri Fabre achète une propriété à huit kilomètres d’Orange, sur une terre non cultivée, qu’il nomme « harmas », du provençal « friche, terre non-cultivée », à la sortie du village de Sérignan-du-Comtat. Il pourra enfin, dans cette nouvelle demeure, se consacrer à sa passion et son rêve de toujours : l’observation des insectes. Il fera de l’Harmas le premier « laboratoire vivant de la nature » et de l’entomologie.

« C'est là ce que je désirais, hoc erat in votis : un coin de terre, oh ! pas bien grand, mais enclos et soustrait aux inconvénients de la voie publique ; un coin de terre abandonnée, stérile, brûlé par le soleil, favorable aux chardons et aux hyménoptères. »

En 1913, le président de la République Raymond Poincaré se rend à l’Harmas pour apporter l’hommage de la nation à Fabre. Louis Pasteur ira lui aussi consulter Fabre à l’Harmas pour sauver le ver à soie français. Jean-Henri Fabre y aura vécu les 36 dernières années de sa vie, de 1879 à 1915.

### L’après Fabre
En 1922, le Muséum national d'histoire naturelle devient propriétaire du domaine, grâce au Dr Legros, ami de Jean-Henri Fabre et député, qui proposa un projet de loi à l’Assemblée Nationale pour que l’État rachète l’Harmas Jean-Henri Fabre.
En 1955, près de 600 aquarelles d’une étonnante précision, peintes de la main de Fabre, ont été retrouvées dans les greniers de l’Harmas Jean-Henri Fabre par son petit-fils. Y figurent de nombreuses espèces méditerranéennes rares ou même encore inconnues.
En 1998, l’Harmas Jean-Henri Fabre est classé Monument Historique et obtient le label « Maison des Illustres » en 2011.
Restauré par le Muséum, il est rouvert à la visite du public en 2006.
Chaque année, du fait de l’aura internationale de Jean-Henri Fabre, l’Harmas Jean-Henri Fabre attire de nombreux touristes étrangers, notamment des Japonais pour qui ce lieu est un détour culturel essentiel durant leur séjour en France.

## Description

### Le bâtiment
Fabre aménage son laboratoire dans l’aile gauche du bâtiment qu’il a fait construire à cet effet en 1880, et garde le reste comme lieu de vie où il emménage avec son épouse et ses enfants.
Le cabinet de travail est consacré à l’étude, l’observation et l’écriture. Sa petite table de travail est toujours près de lui, suivant la lumière ou l’envie (il n'y a pas d’électricité à l’Harmas Jean-Henri Fabre à cette époque). Elle n’a qu’un tiroir, que Fabre oriente systématiquement à l’envers.
Son herbier comprend des spécimens de plantes à fleurs de la France méridionale et de la Corse, et de nombreuses cryptogames (mousses, algues), ainsi que des champignons. Parmi ces cryptogames, une majorité d’espèces microscopiques. Sa collection d’aquarelles de champignons est conservée à la bibliothèque centrale du Muséum à Paris.

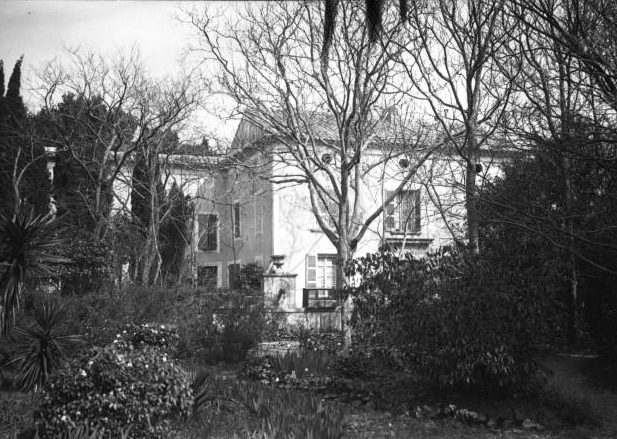
La maison photographiée en 1914.
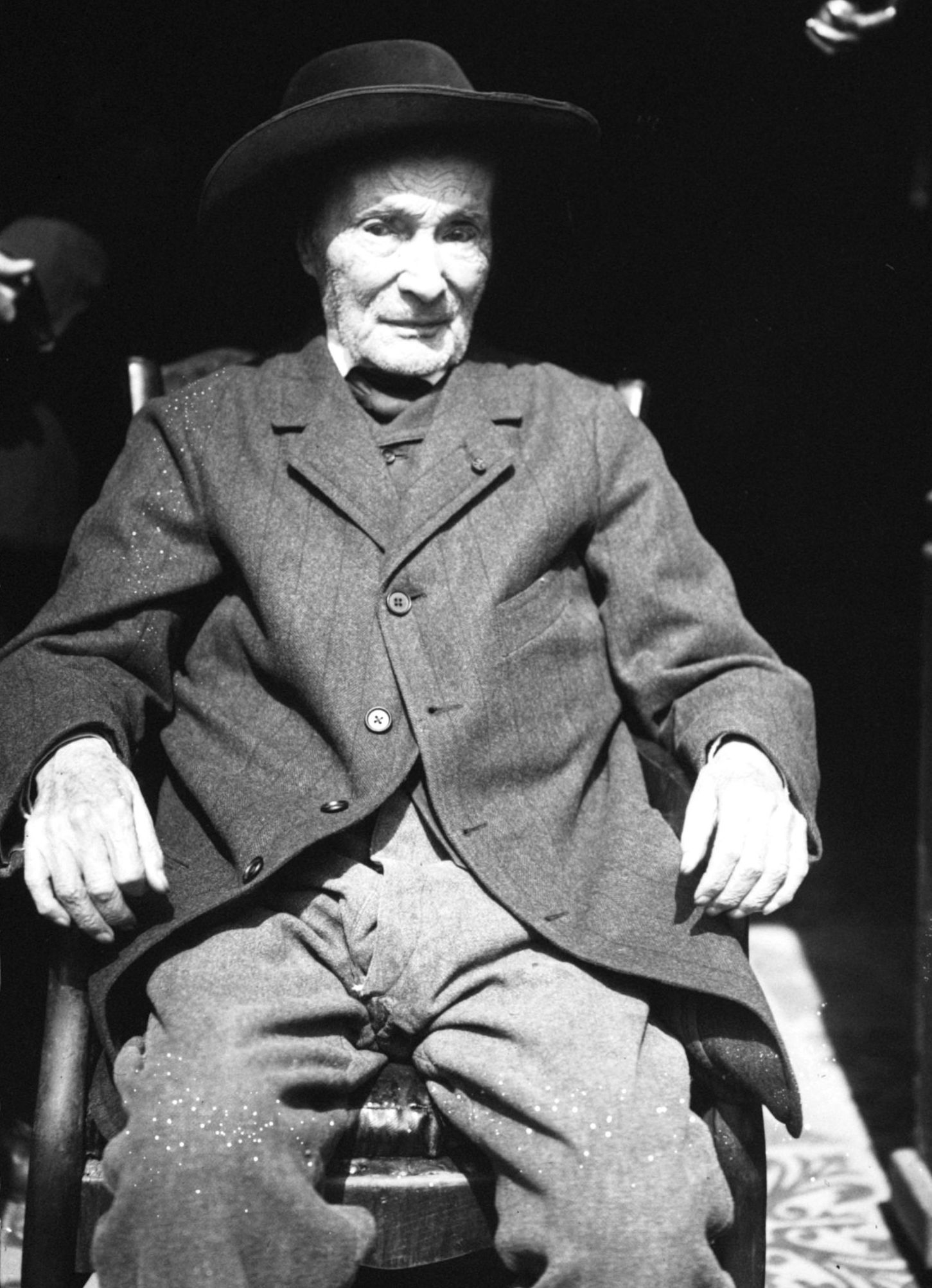
Jean-Henri Fabre assis dans l'entrée de sa maison en 1914.
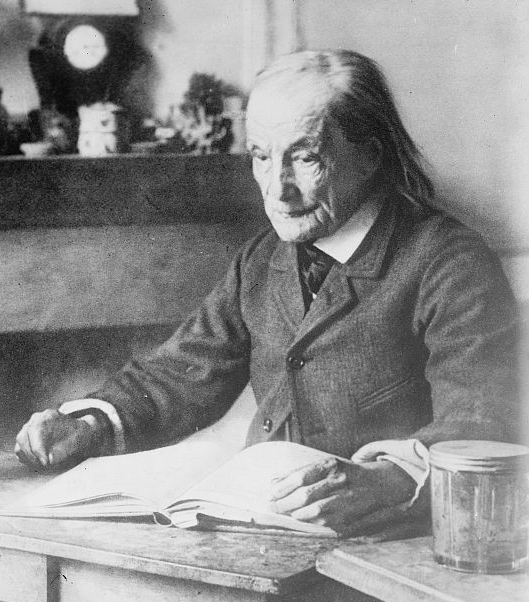
Fabre à sa table de travail.
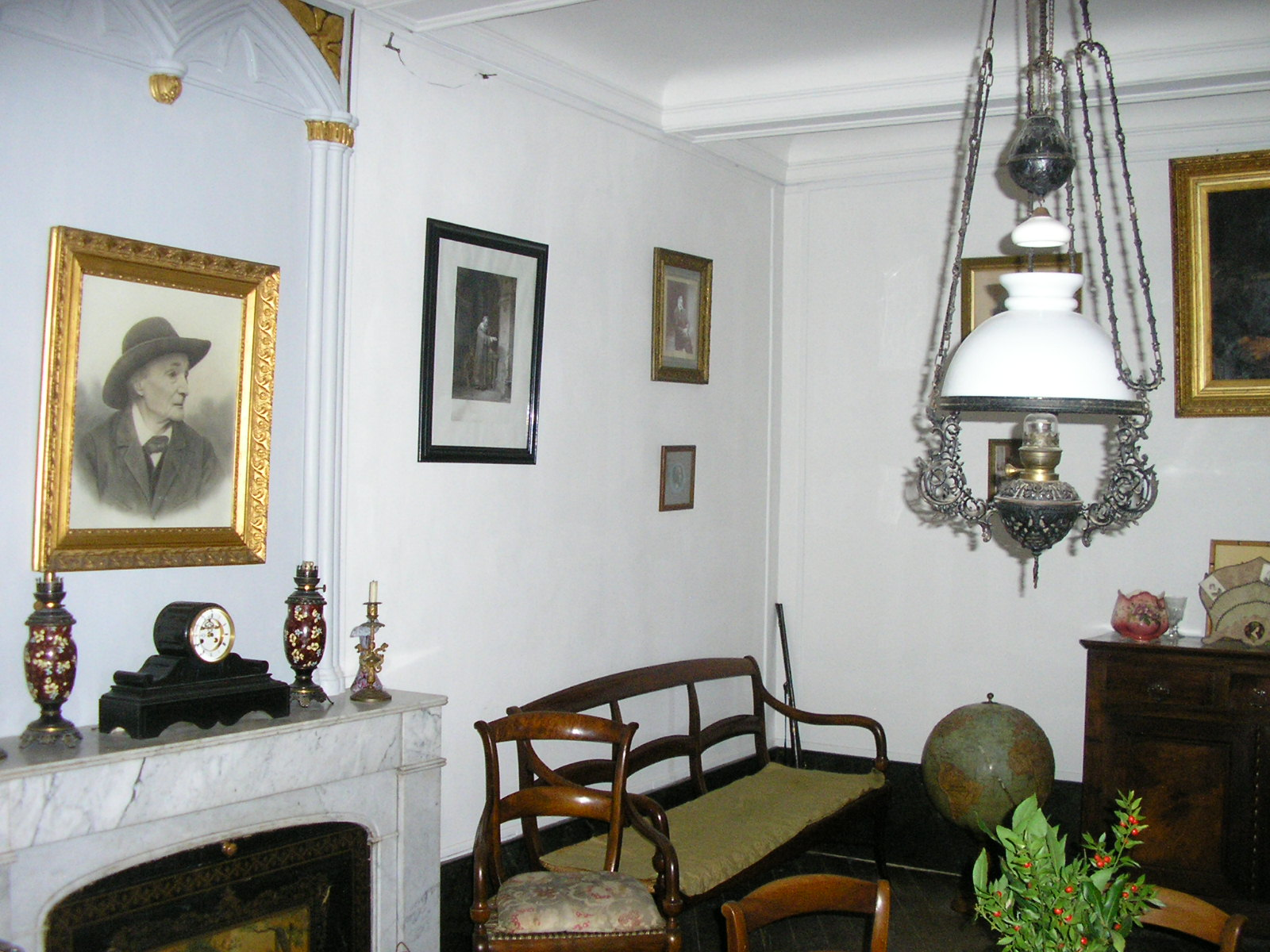
La salle à manger.
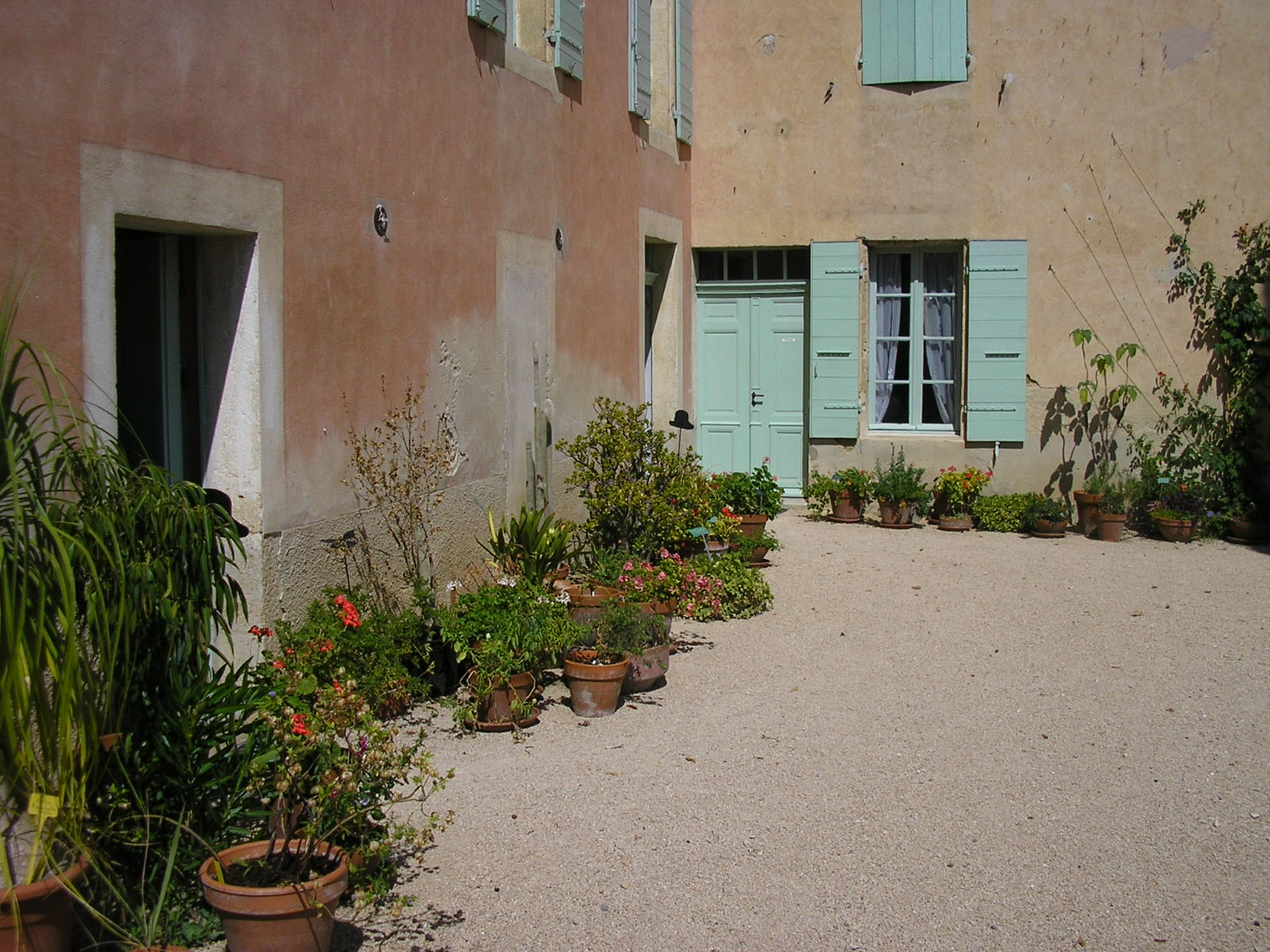
La façade.
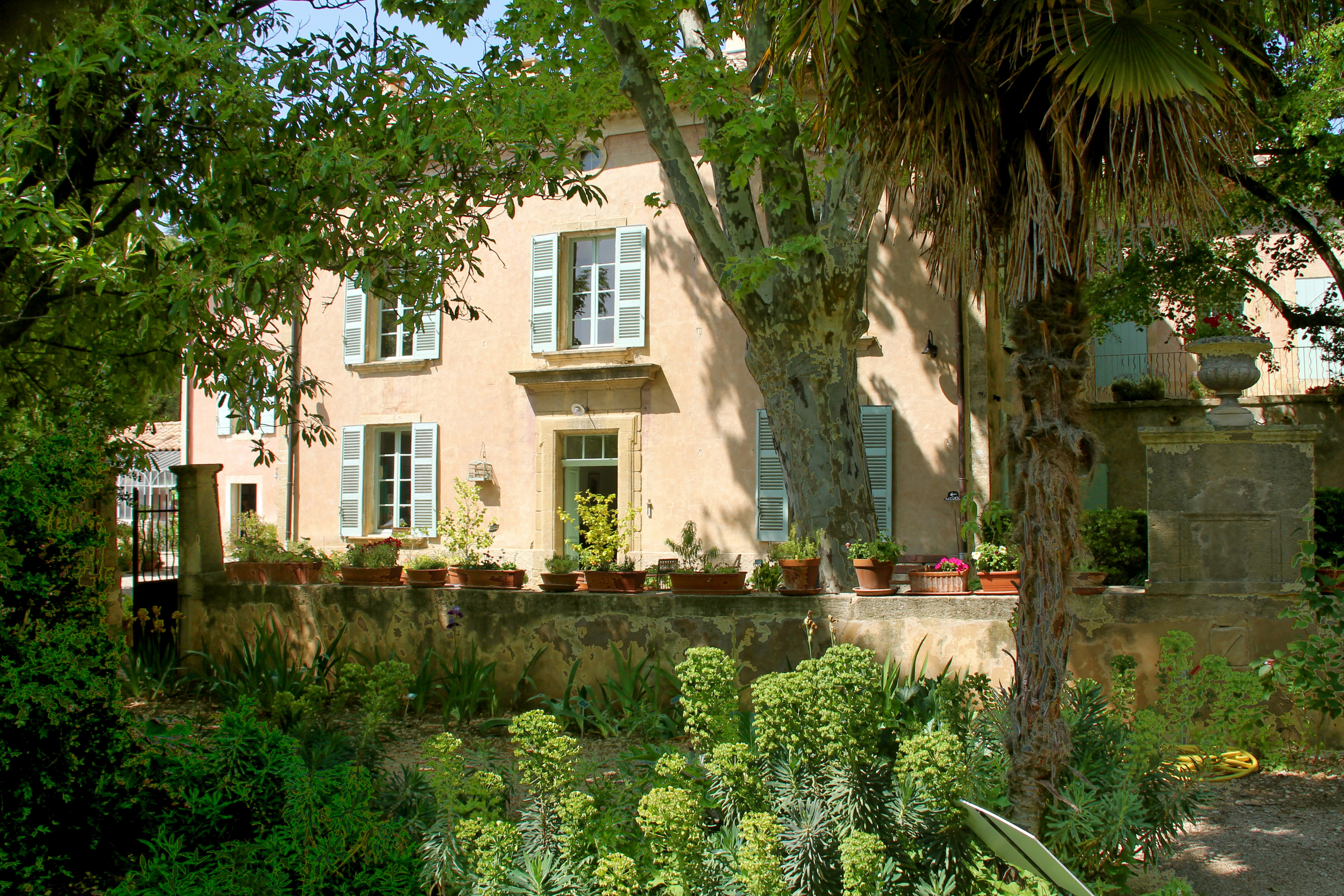
L’Harmas Jean-Henri Fabre vu des jardins.
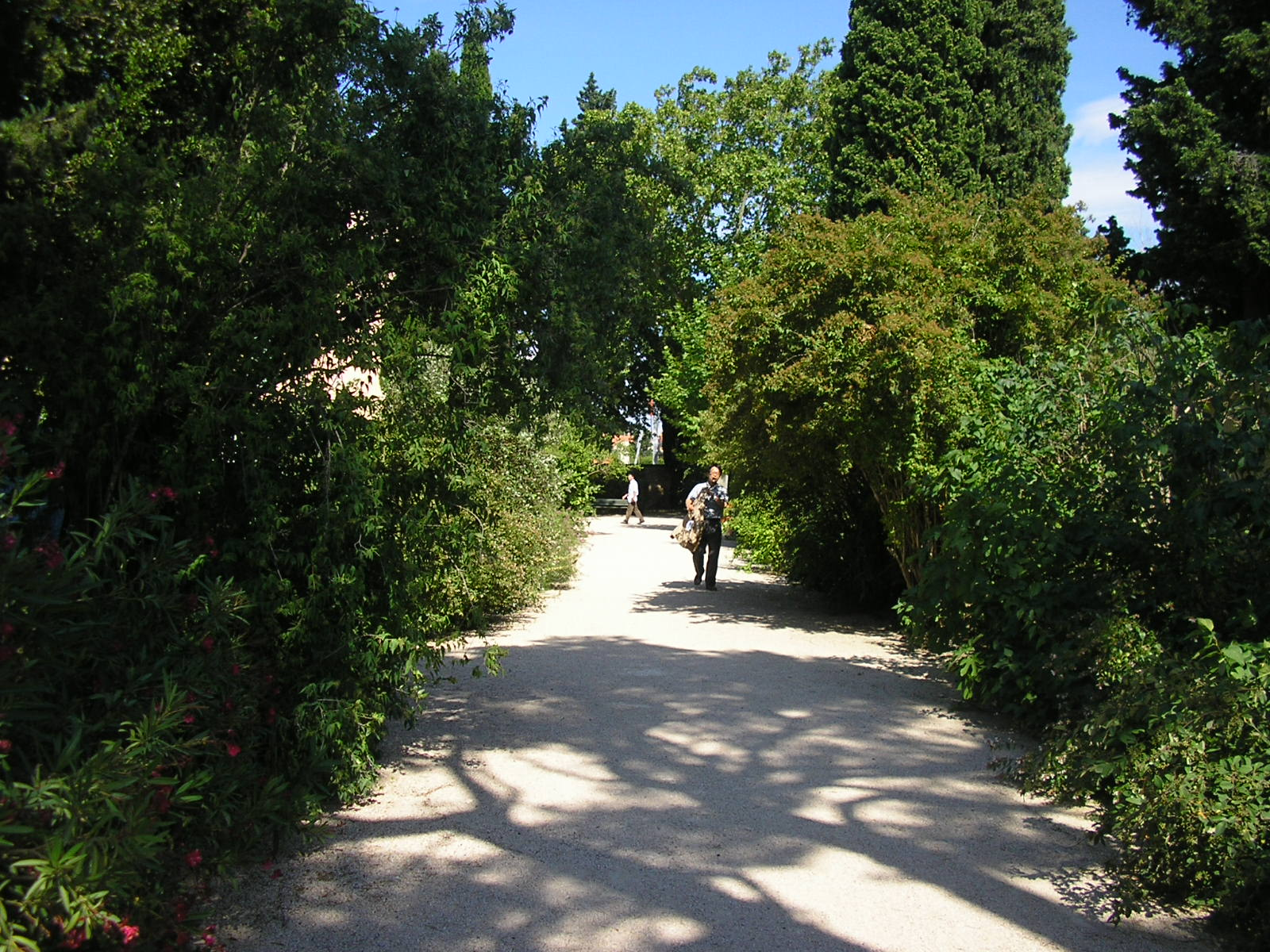
Allée d'accès depuis la Route d'Orange.

Dans la salle à manger typique du XIXe siècle, de nombreux travaux ont eu lieu : réfection du plancher, reprise du plafond et des murs, restauration des rideaux. Le cadre de vie de l’époque du naturaliste est parfaitement respecté.
Une bonne partie des 1 300 objets inventoriés dans la maison prennent place dans le cabinet de travail. Les grandes vitrines que Fabre avait fait réaliser par le menuisier du village abritent les herbiers, les publications, les ouvrages et les collections naturalistes. Sur la cheminée, on peut voir un globe terrestre offert par son éditeur Charles Delagrave et une pendule offerte par les jeunes filles de l’institution « Saint Martial » d’Avignon (pour le remercier des cours qu’il leur avait donnés).

### La serre
Attenante au cabinet de travail, exposée au midi, la petite serre froide est construite en 1880. Elle abrite des plantes gélives, la collection de pélargonium en culture, quelques plantes exotiques et d’autres végétaux qui sont mis à l’abri en hiver.

### Les jardins
Plusieurs sentiers, un bassin, un potager, 20 arbres historiques et de plus de 500 espèces végétales différentes composent l’espace extérieur. Le jardin est composé d’une partie fleurie et d’une partie où poussent de grands arbres (dont certains ont été plantés par Fabre lui-même), son potager, son bassin, sa fontaine et son lavoir. Les abords de la maison étaient réservés aux activités quotidiennes.

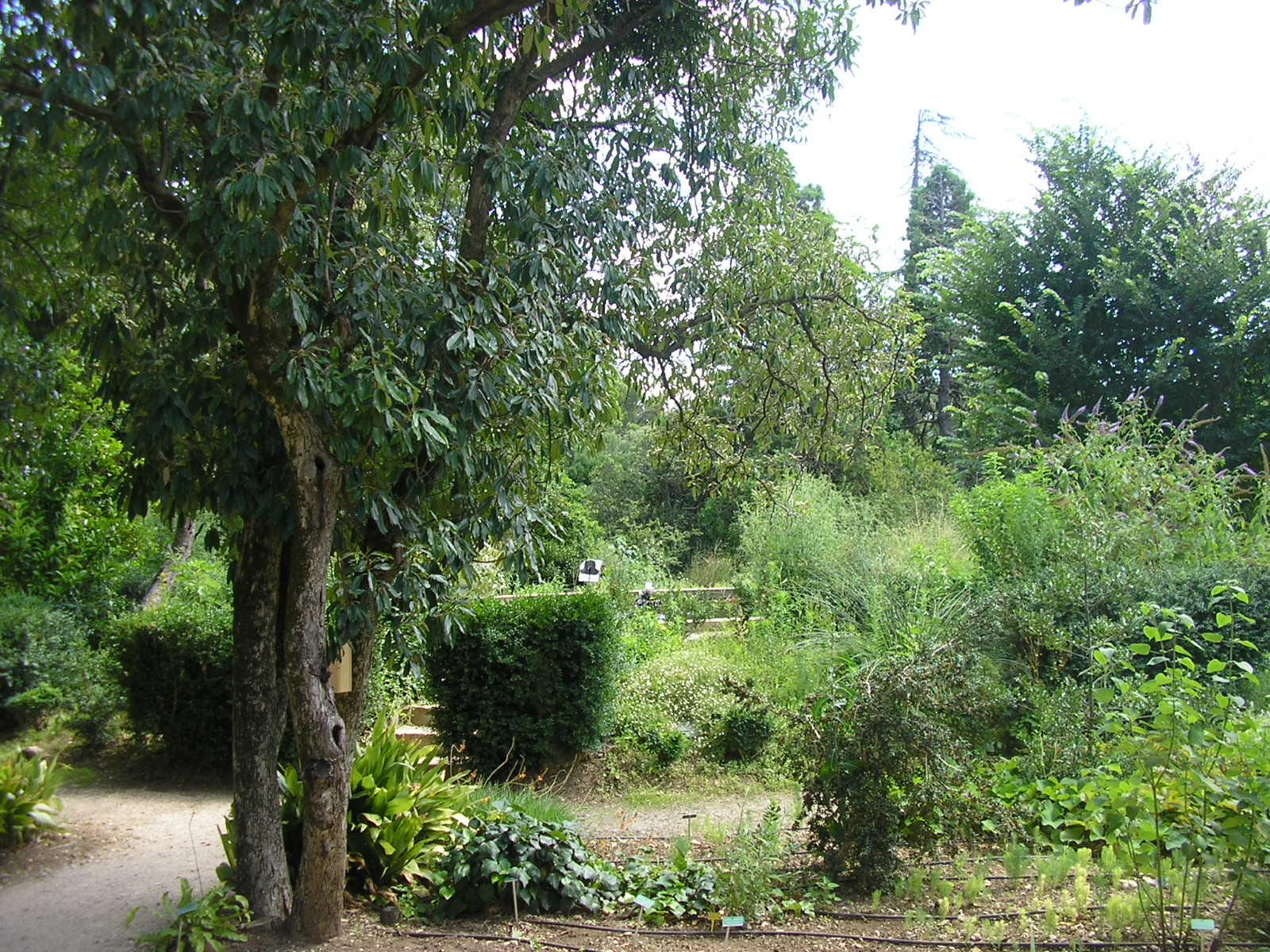
Jardin entomologique et botanique
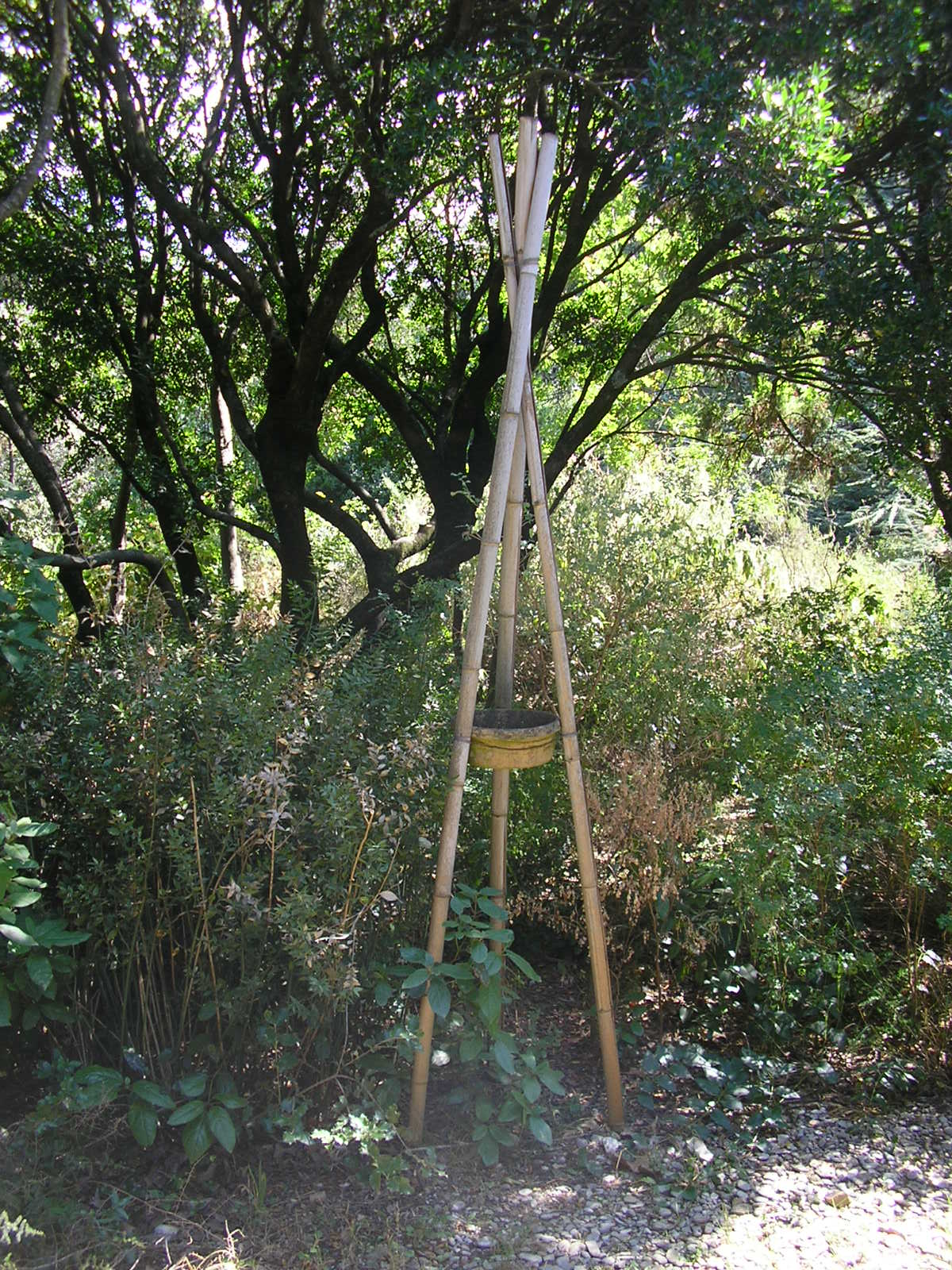
Suspension
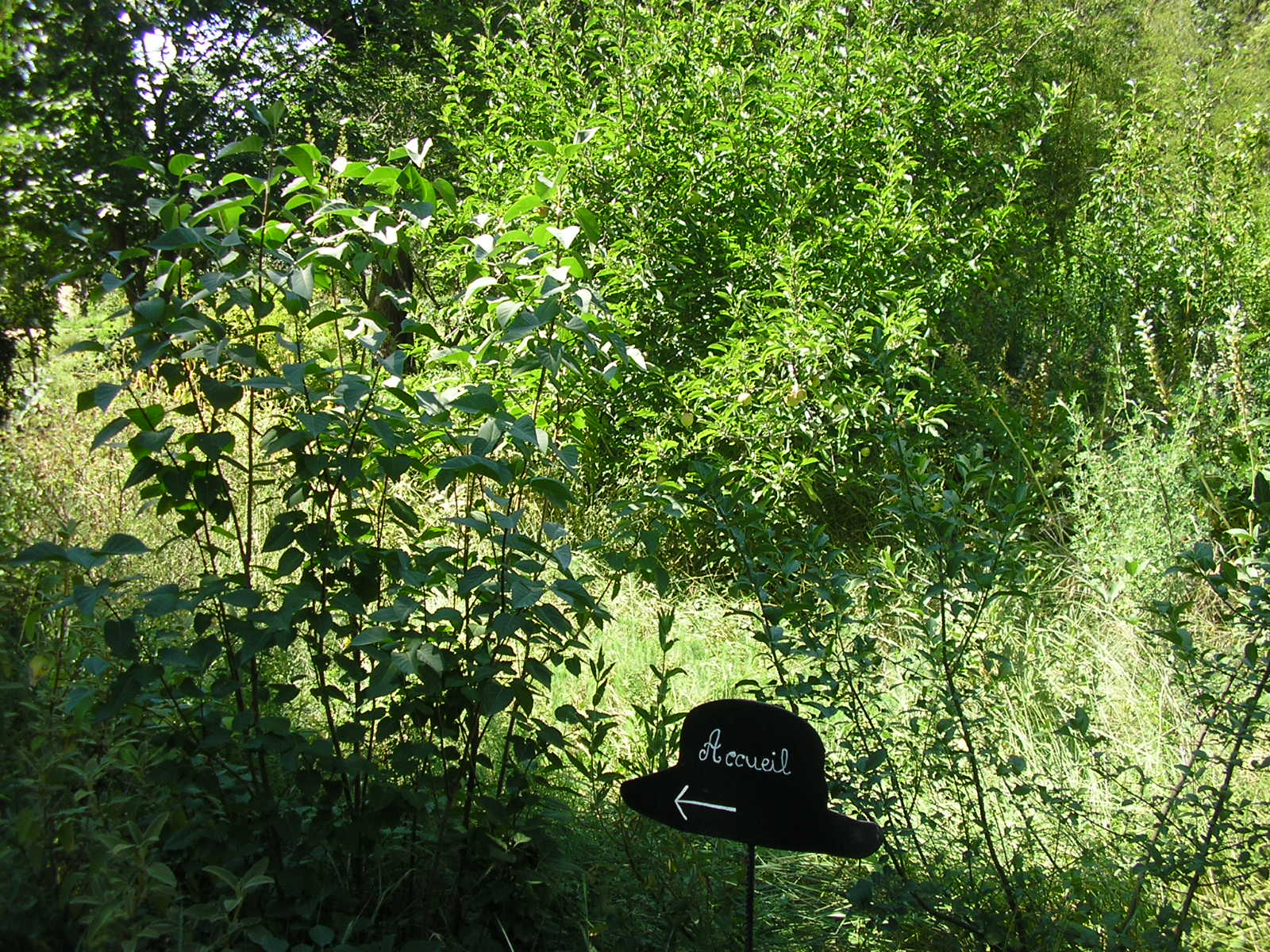
Massif
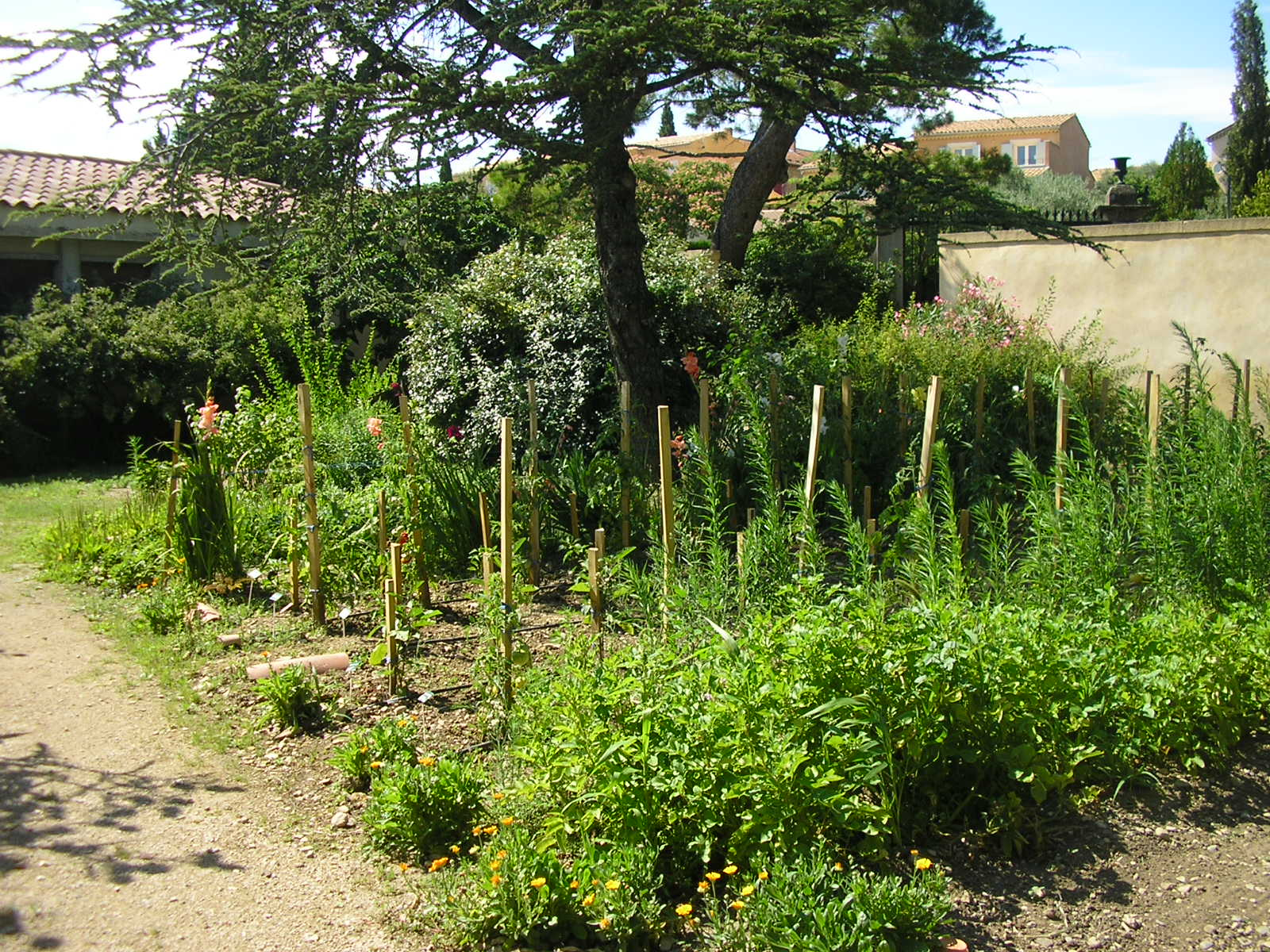
Potager
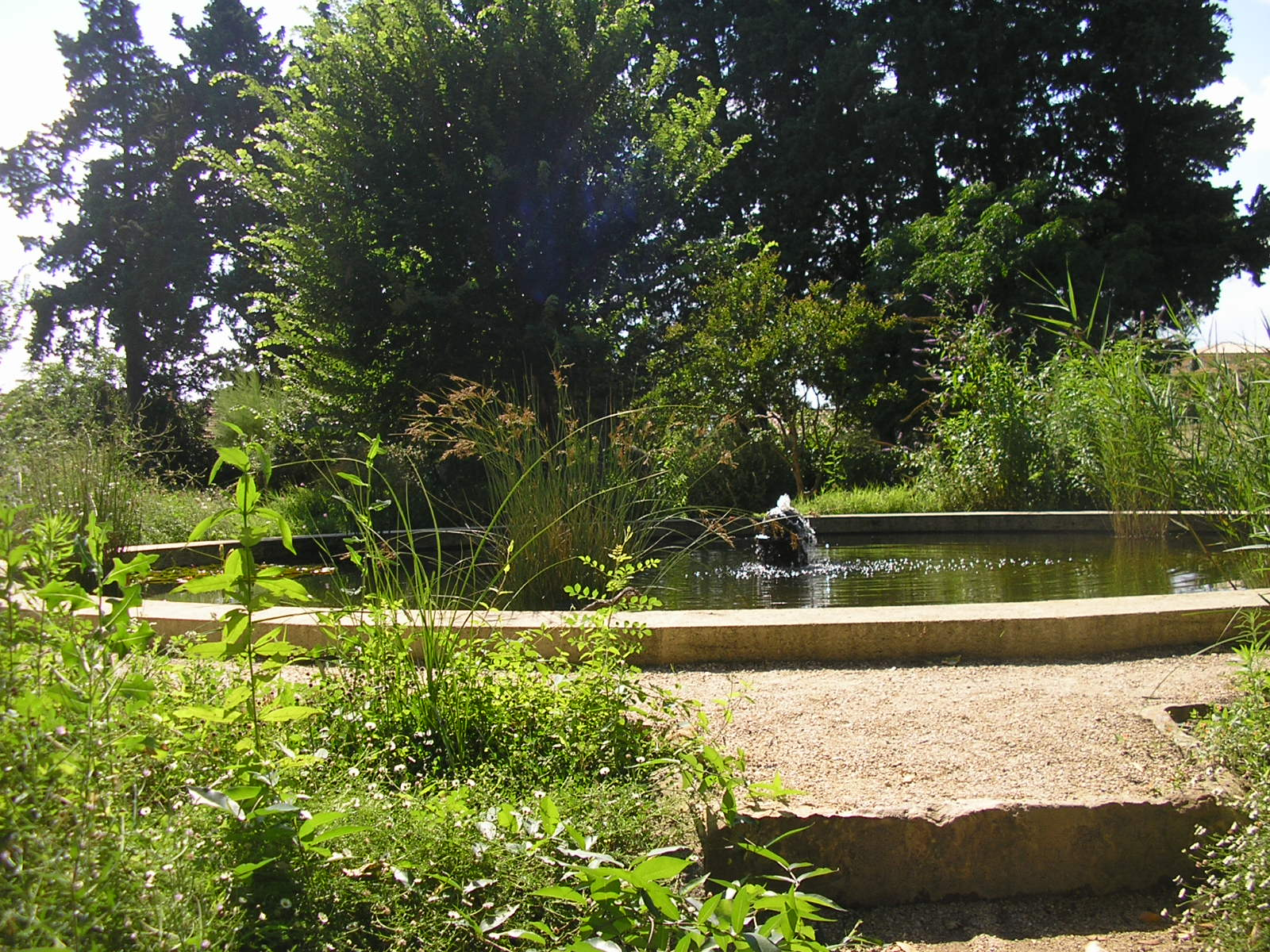
Bassin
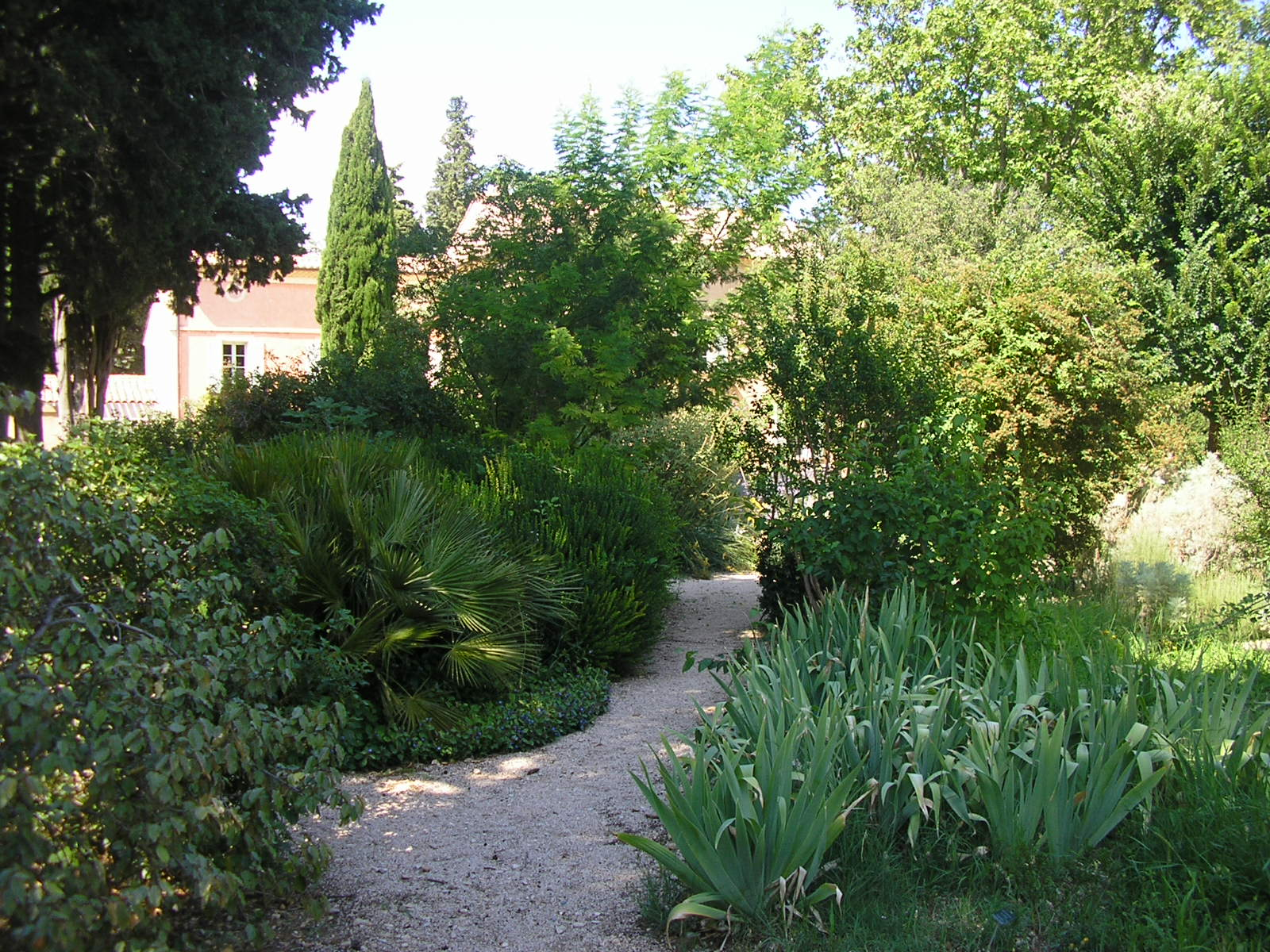
Sentier

Le jardin abrite les espèces végétales et variétés d’arbustes et de plantes méditerranéennes plantées par Fabre et ses successeurs. Une variété de tulipes, que l’on croyait disparue, a même été retrouvée. La terre en friche a retrouvé sa place d’origine, là où Fabre laissait pousser les herbes folles (aujourd’hui on parle de « parcelles de régénération de la biodiversité »). Dans ces parcelles de terre se côtoient cistes, lavandes, chardons, ronces, chélidoines, diplotaxis, centaurées. La propriété est riche de la plupart des espèces d'arbres de Provence.

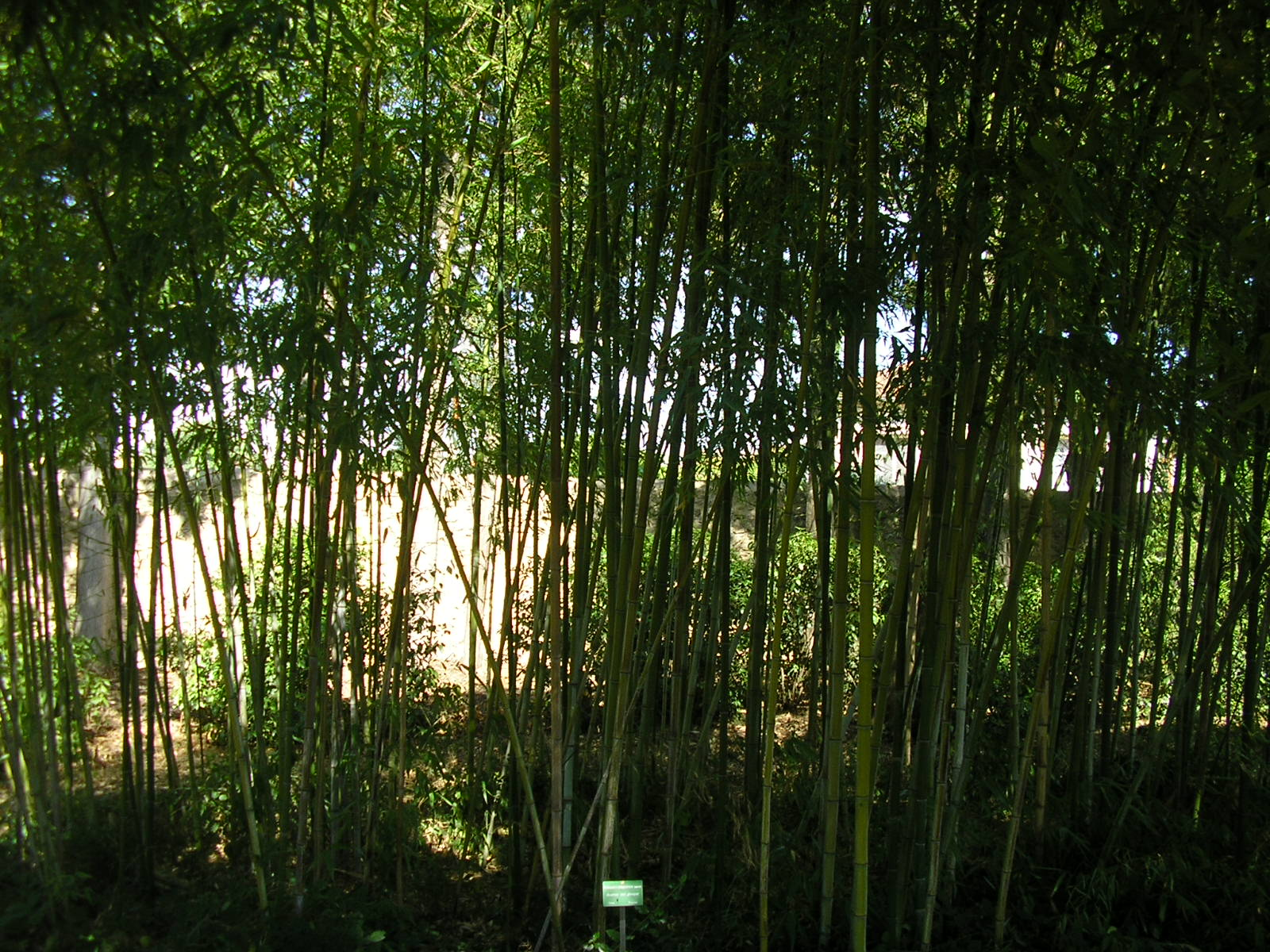
Bambous.
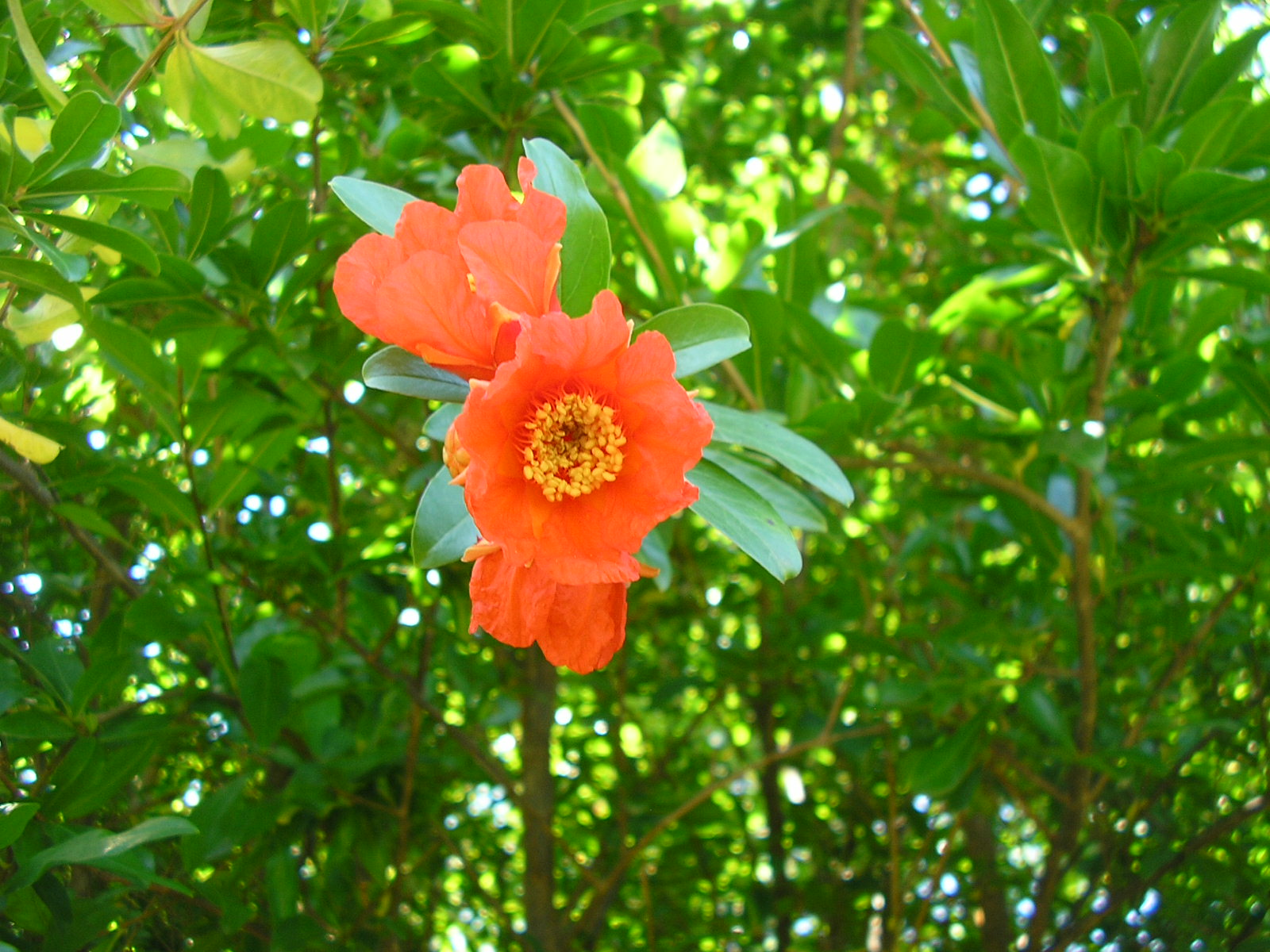
Fleur de grenadier.
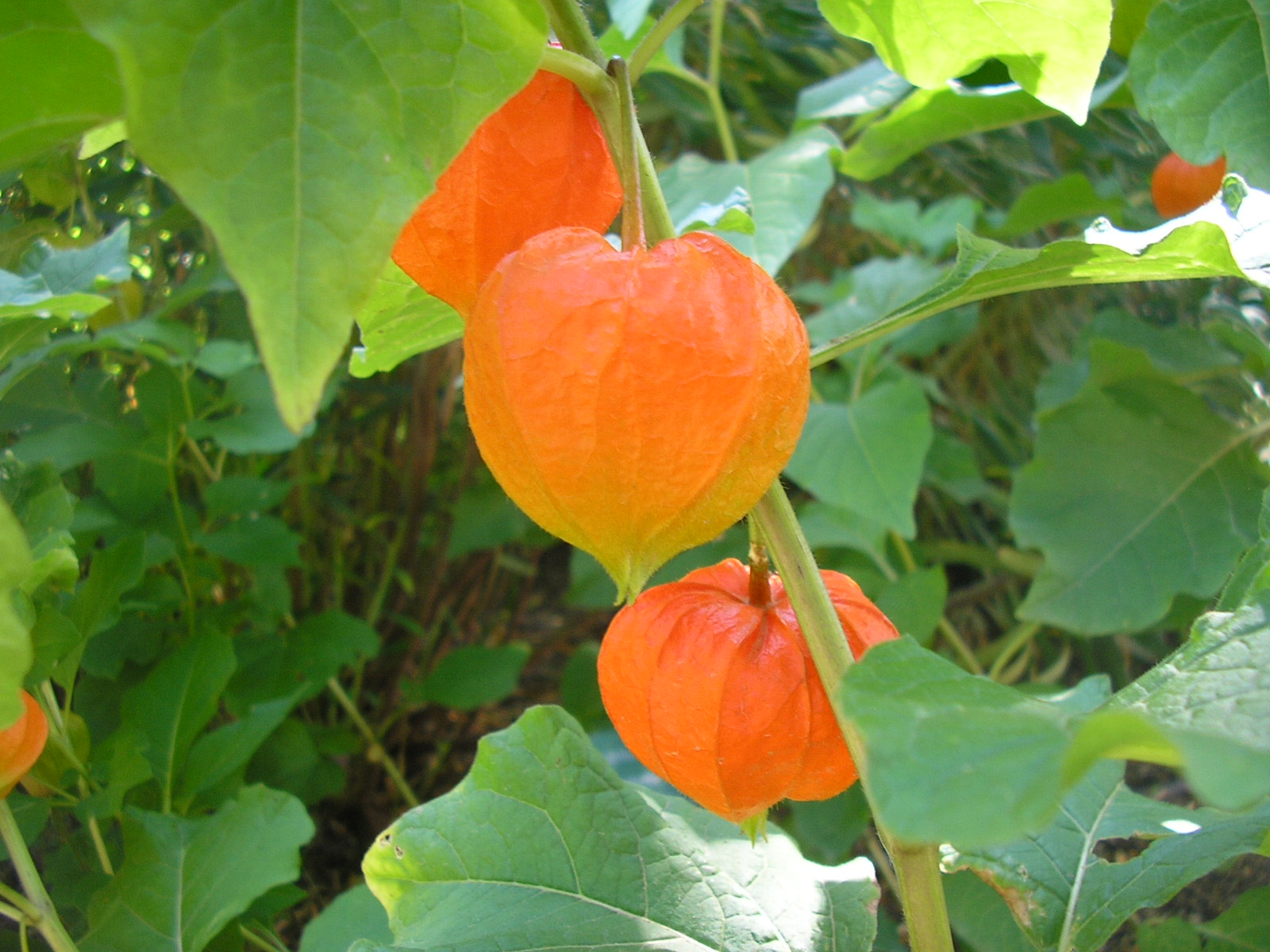
Amour-en-cage (Physalis alkekengi).
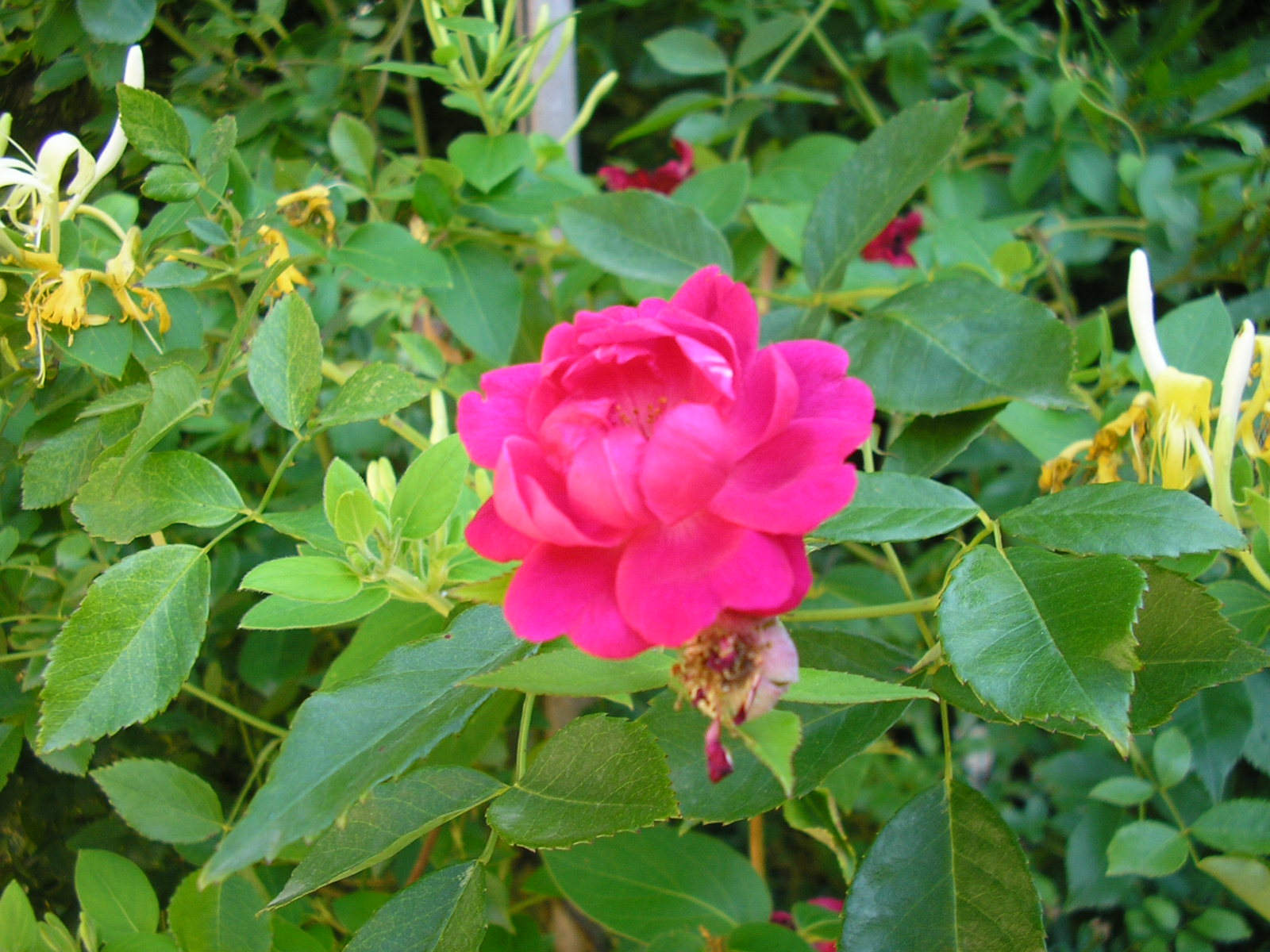
Rose et chèvrefeuille.

## Les documents
Selon le Guide des Ressources Documentaires en Région Provence-Alpes-Côte d'Azur, les documents sont les suivants :
- Fonds manuscrits non administratifs postérieurs à 1790 : fonds Jean-Henri Fabre : correspondance, manuscrits d'ouvrages scientifiques, herbiers, notes d'observations, etc.
- Fonds imprimés XIXe-XXIe siècle : environ 300 volumes, dont œuvres complètes de Jean-Henri Fabre (environ 100 volumes), botanique, zoologie, entomologie, et sur demande particulière : fonds Lucien Gérin (1600 vol. de sciences naturelles, physique, chimie, mathématiques, littérature, art, histoire, géographie) et fonds P. Teocchi (environ 400 volumes, entomologie et varia).
- Thèses : deux thèses de Fabre, botanique et zoologie
- Périodiques et journaux : environ 300 titres
- Fonds photographiques et cartes postales : environ 300 documents et clichés sur Fabre et sur l'Harmas Jean-Henri Fabre et 594 diapositives des aquarelles de champignons.
- Fonds musicaux (imprimés et manuscrits) : 10 documents dont trois partitions manuscrites de Jean-Henri Fabre et quelques partitions d'Anthony Réal
- Gravures, estampes et dessins : 594 aquarelles peintes par Fabre, représentant les champignons de la région
- Monnaies, médailles et antiques : environ 300 documents, dont monnaies romaines (quelques exemplaires de la colonie de Cavaillon) et papales
- Objets et tableaux : fonds propres du musée (entomologie, géologie, zoologie, botanique, archéologie, etc.), meubles, bibelots, objets personnels et tableaux représentant Fabre et des membres de sa famille et jardin-parc conservé et entretenu, tel que l'avait conçu Fabre.